# Filippo Pananti
Filippo Pananti (Ronta, 20 marzo 1766 – Ronta, 14 settembre 1837) è stato un poeta italiano.

## Biografia
Rimasto orfano di padre in giovane età, Filippo Pananti fu aiutato dal medico illuminista Angelo Gatti, suo zio materno. Studiò nel seminario di Pistoia e alla facoltà di Legge dell'Università di Pisa dove si laureò. A causa delle sue idee liberali, che venivano dalla Francia, sospettato dalla polizia granducale fu indotto ad un volontario esilio, prima in Inghilterra, poi in Francia. Visse insegnando matematica e lettere. 
Durante un viaggio per mare, di ritorno in Italia, fu rapito dai pirati e ridotto in schiavitù ad Algeri. Liberato su interessamento del console britannico, perse tutti i suoi averi e i manoscritti che aveva con sé. Ci ha lasciato una lucida relazione di questa insolita e difficile esperienza in Avventure e osservazioni sopra le coste di Barberia, edito a Firenze nel 1817 da Leonardo Ciardetti e più volte ristampato nel corso dell'Ottocento, per le sue interessanti considerazioni sugli usi e i costumi dell'Algeria barbareschi. Fu anche direttore del Teatro Italiano a Londra e scrisse melodrammi.
La sua opera più nota è il Poeta di Teatro (1808), poema romanzesco a carattere autobiografico, pubblicato a Londra nel 1808, i cui tratti umoristici, sulla traccia del Berni e del Passarotti, s'ispirano anche all'umorismo letterario inglese, in particolare a Laurence Sterne. Scrisse anche due poemetti didascalici, La civetta (1799) e Il paretaio (1801) e gli Epigrammi, oltre seicento, che furono pubblicati postumi nel 1882 e che lo resero popolare.
È sepolto a Firenze, nel chiostro della basilica di Santa Croce. 
A Ronta si trova la villa Pananti Moretti che, in una lapide, ricorda il poeta.